# Železniško postajališče Šalovci
Železniško postajališče Šalovci je železniško postajališče, ki služi naselju Šalovci. Postajališče stoji ob železniški progi Ormož–Hodoš–d. m.